# Live 8

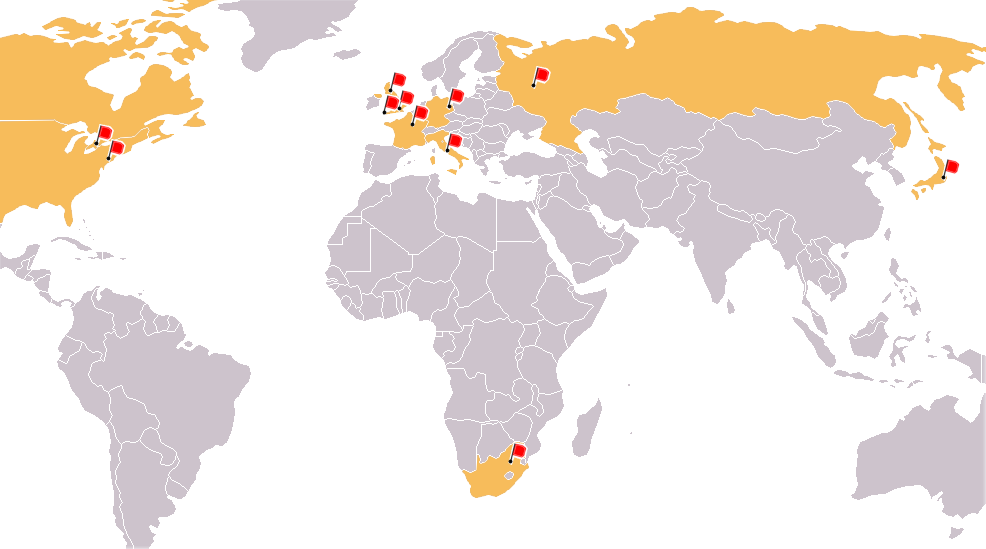
Города и страны, принявшие участие в Live 8

Live 8 (лайв эйт) — серия концертов, прошедших 2 июля 2005 года в странах большой восьмёрки и ЮАР. Live 8 — это вторая подобная акция (первая состоялась в 1985 году и называлась Live Aid), организованная сэром Бобом Гелдофом, как акция-обращение к лидерам большой восьмёрки с призывом сделать нищету историей.
Одним из самых ярких музыкальных событий фестиваля стало выступление Pink Floyd в классическом составе, впервые с 1981 года. На следующей неделе после их выступления произошёл всплеск интереса к музыке группы. Так, по данным одного из крупнейших музыкальных ретейлеров HMV, продажи сборника Echoes: The Best of Pink Floyd выросли более чем на тысячу процентов, в то время как онлайн-гипермаркет Amazon сообщил о значительном росте спроса на альбом The Wall. Впоследствии Дэвид Гилмор заявил, что он отдаст свою долю прибыли от этого ажиотажного спроса на благотворительность, призывая других выступавших на фестивале артистов и их звукозаписывающие компании поступить так же.

## Концерты и участники

### Гайд-парк,Лондон

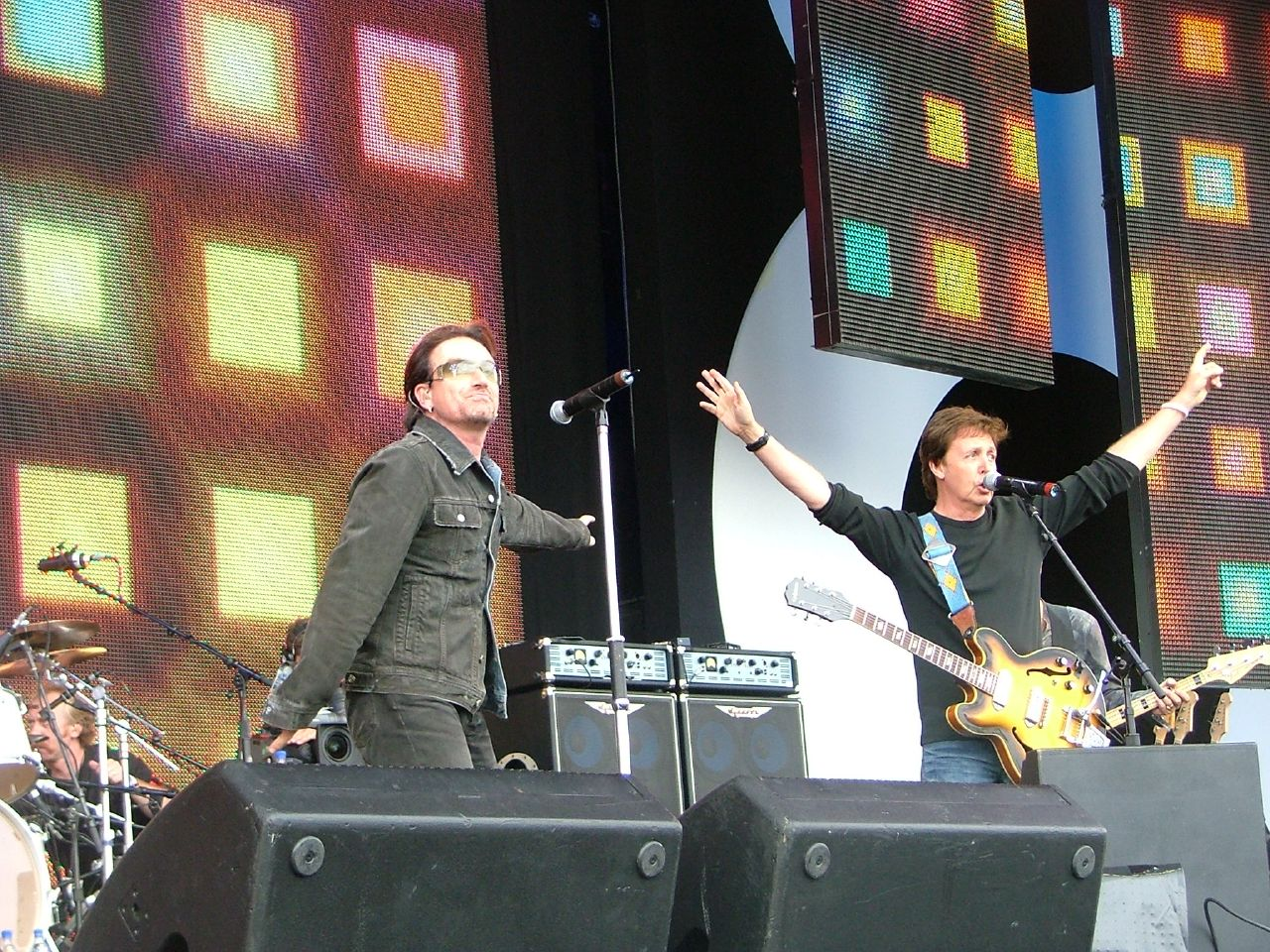
Боно и Пол Маккартни

- African Children’s Choir
- Энни Леннокс
- Боб Гелдоф
- Coldplay
- Dido
- Элтон Джон
- Джосс Стоун
- Keane
- The Killers
- Мадонна
- Мерайя Кэри
- Ms. Dynamite
- Пол Маккартни
- Pink Floyd
- Razorlight
- R.E.M.
- Робби Уильямс
- Scissor Sisters
- Snoop Dogg
- Snow Patrol
- Stereophonics
- Стинг
- Travis
- U2
- UB40
- Velvet Revolver
- The Who

### Версальский дворец,Париж
- Alpha Blondy
- Андреа Бочелли
- Луи Бертиньяк
- Амель Бент
- Axelle Red
- Calogero
- Cerrone
- Крейг Дэвид
- The Cure
- Дзуккеро
- Diam's
- Dido
- Disiz La Peste
- Faudel
- Kool Shen
- Kyo
- M Pokora
- Magic System
- Muse
- Янник Ноа
- Флоран Паньи
- Passi
- Placebo
- Raphael
- Шакира
- Шерил Кроу
- Tina Arena
- Юссу Н’Дур

### Площадь Большая Звезда,Берлин
- a-ha
- Audioslave
- BAP
- Крис де Бург
- Wir Sind Helden
- Die Toten Hosen
- Faithless
- Green Day
- Juli
- Кэтрин Дженкинс
- Reamonn
- Рене Олстед
- Roxy Music
- Sasha
- Silbermond
- Söhne Mannheims
- Брайан Уилсон

### Большой цирк,Рим
- Duran Duran
- Тим Макгро
- Noa
- Фейт Хилл

### Музей искусств,Филадельфия
- Bon Jovi
- Dave Matthews Band
- Def Leppard
- Destiny's Child
- Джош Гробан
- Jay-Z
- Kaiser Chiefs
- Алиша Киз
- Linkin Park
- Сара Маклахлан
- Maroon 5
- Роб Томас
- Стиви Уандер
- The Black Eyed Peas
- Кит Урбан

### Park Place,Барри
- Брайан Адамс
- Barenaked Ladies
- Deep Purple
- Jet
- Mötley Crüe
- Simple Plan

### Выставочный центрМакухари Мессе,Токио
- Бьорк
- Good Charlotte
- McFly
- Rize
- Dreams Come True
- Do as Infinity
- Def Tech

### ПлощадьМэри Фицджеральд,Йоханнесбург
- 4Peace Ensemble
- Jabu Khanyile & Bayete
- Lindiwe
- Lucky Dube
- Mahotella Queens
- Malaika
- Orchestra Baobab
- Oumou Sengare
- Zola
- Vusi Mahlasela

### Васильевский спуск,Москва
- Агата Кристи[2]
- БИ-2
- Джанго
- Dolphin[3]
- Линда
- Моральный кодекс
- Pet Shop Boys[4]
- Red Elvises
- Сплин

### «Africa Calling»,Проект Эдем,Корнуолл
- Питер Гэбриел
- Johnny Kalsi
- Thomas Mapfumo & The Blacks Unlimited
- Maryam Mursal
- Мариза
- Chartwell Duitro
- Modou Diouf & O Fogum
- Shikisha
- Джеффри Ориема
- Syiyaya
- Юссу Н’Дур & Le Super Etoile, Дайдо
- Coco Mbassi: Namegue
- Анжелика Киджо
- Ayub Ogada & Uno
- Tinariwen
- Frititi
- Kanda Bongo Man
- Akim El Sikameya
- Эммануэль Джал
- Daara J